# Pentapedilum ginzanfegeum
Pentapedilum ginzanfegeum är en tvåvingeart som beskrevs av Sasa och Suzuki 2001. Pentapedilum ginzanfegeum ingår i släktet Pentapedilum och familjen fjädermyggor. Inga underarter finns listade i Catalogue of Life.